# Ibighi
Ibighi (Ibigi) ist ein Verwaltungsbezirk (Ward) des Distrikts Rungwe in der tansanischen Region Mbeya.

## Geografie
Ibighi ist ein Bezirk im Südwesten von Tansania, nördlich der Stadt Tukuyu. Der Süden liegt auf etwa 1400 Meter Seehöhe, nach Norden steigt das Land Richtung Mount Rungwe auf über 2000 Meter an. Die Fläche des Bezirks beträgt 19,3 Quadratkilometer und bei der Volkszählung 2022 lebten hier 12.553 Menschen in 3559 Haushalten.

## Gliederung
Der Bezirk besteht aus zwei Orten (Kitongoji):
- Katumba
- Ilinga

## Wirtschaft und Infrastruktur
- Gesundheit: In Ibighi befindet sich ein privates Entbindungsheim.[6] Im Ort Katumba gibt es drei staatliche Apotheken.[7][8][9]
- Straße: Die wichtigste Verkehrsverbindung im Bezirk ist die asphaltierte Nationalstraße T10, die von der Regionshauptstadt Mbeya im Norden zum Malawiasee im Süden führt.[10]